# Breedhout
Breedhout est un village de la ville de Hal dans la province belge du Brabant flamand. Breedhout compte environ 350 habitants.

## Toponymie
Le nom Breedhout est la combinaison de breed(= étendu) et hout(= bois).

## Curiosités

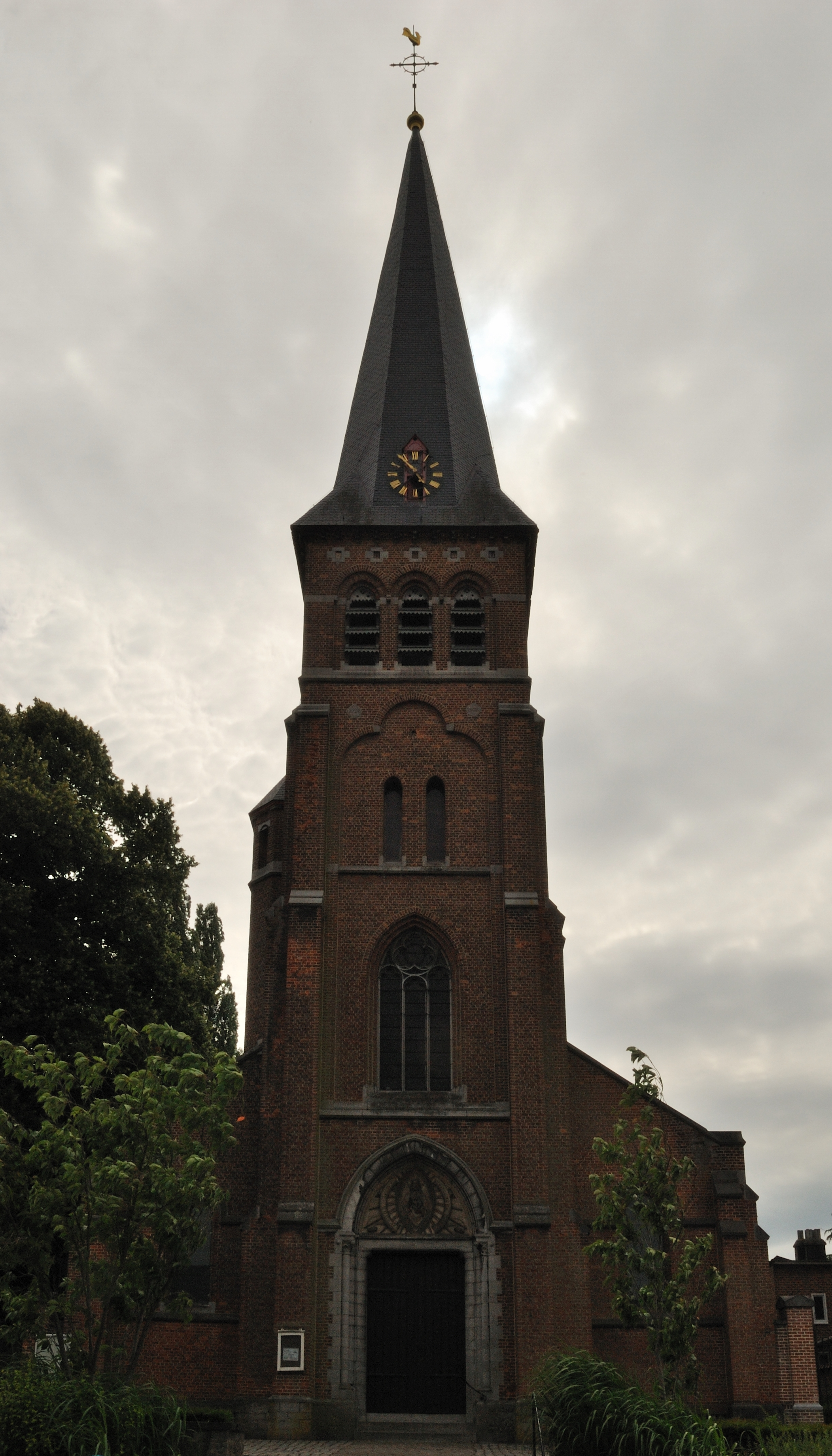
L'église du Sacré-Cœur de Breedhout

- L'église du Sacré-Cœur est une église néo-gothique de type basilical avec une tour occidentale, construite en 1902 et 1903. L'église a été consacrée le 22 juillet 1903 [2].